# Hypnum hamulosum
Hypnum hamulosum là một loài Rêu trong họ Hypnaceae. Loài này được Schimp. mô tả khoa học đầu tiên năm 1854.